# Godelieve Schrama
Godelieve Schrama (Voorschoten, 22 (?) juni 1969) is een Nederlandse harpist en harpdocent. 

## Loopbaan

### Familie
Ze is dochter van Nico Schrama en Lydwien/Lidwien Strategier, respectievelijk leerling en dochter van Herman Strategier, die elkaar in een Leids madrigaalkoor hadden ontmoet. Haar grootvader droeg zijn werk Five pieces for Harp (1986) aan haar op.

### Studie
Godelieve Schrama studeerde op 20-jarige leeftijd af aan het Koninklijk Conservatorium te Den Haag. Daarna vervolgde zij haar studie bij de gerenommeerde harpdocent Germaine Lorenzini in Lyon (Frankrijk) wat mogelijk werd gemaakt door een beurs van het Fonds Podiumkunsten en haar nominatie voor de Nederlandse Muziekprijs. Op 9 oktober 1995 ontving ze deze prestigieuze prijs, de hoogste onderscheiding in Nederland voor klassieke musici.

### Werk

#### Musicus
Schrama speelt het gehele repertoire voor harp, waarbij Hedendaagse muziek een belangrijke rol speelt. Ze werkt als solist met vele gerenommeerde dirigenten en orkesten.
Tijdens haar studententijd richtte ze Ensemble Amadé op, in de bezetting van harp, fluit (Liesbeth Niesten) en strijktrio: viool (Marijke van Kooten), altviool (Guus Jeukendrup) en cello (Albert Brüggen). Voor dit ensemble zijn diverse nieuwe werken gecomponeerd. Ze was tevens lid van het Asko❘Schönberg Ensemble.
Ze hielp bij de totstandkoming van nieuwe composities voor harp en initieert multidisciplinaire projecten waarin muziek en andere kunsten samenkomen. Ze probeert op deze wijze te bewerkstelligen dat nieuwe composities, die vaak maar één keer worden uitgevoerd voor een publiek dat daarin geïnteresseerd is, door een multidisciplinaire opzet breder onder de aandacht gebracht kunnen worden, en dus ook vaker uitgevoerd zullen worden.
In 2008 presenteerde ze de kameropera Black Feather Rising van de Engels-Indiase componist Param Vir in samenwerking met regisseurs, acteurs en ontwerpers. In 2012 speelde ze in Micha Hamels Requiem (elf musici en één acteur) tijdens de première in het Holland Festival.

#### Docent
Van 1998 - 2001 doceerde Godelieve Schrama aan het Conservatorium van Rotterdam. Schrama werd in 2001 benoemd tot hoogleraar harp aan de Hochschule für Musik in Detmold, Duitsland. Daarnaast geeft ze regelmatig masterclasses en jureert ze op internationale concoursen.

## Composities
Onder andere de volgende werken zijn geschreven in opdracht van Schrama, dan wel aan haar opgedragen:
| Jaar | Titel                                       | Componist                | Bezetting                                       |
| ---- | ------------------------------------------- | ------------------------ | ----------------------------------------------- |
| 1977 | Triptiek I: voor de kleine harp             | Andries de Braal         | harp solo                                       |
| 1986 | 5 pieces for harp                           | Herman Strategier        | harp solo                                       |
| 1991 | Aganta Burina Burinata                      | Sidika Özdil             | harp solo                                       |
| 1994 | Prière impromptue                           | Roel van Oosten          | voor Ensemble Amadé (fluit, harp en strijktrio) |
| 1995 | Righe per corde                             | Ig Henneman              | harp, 2 altviolen en cello                      |
| 1997 | Fas / Nefas: version for harp and orchestra | Willem Jeths             | harp en orkest                                  |
| 1997 | Vertooning                                  | Willem Jeths             | harp solo                                       |
| 1998 | David and Saul                              | Jan Rokus van Roosendael | harp en kamerorkest                             |
| 2003 | Tratti per arpa                             | Ig Henneman              | harp solo                                       |

## Prijzen
- 1994: Philip Morris Kunstprijs voor muziek
- 1995: Nederlandse Muziekprijs[11]

## Discografie
Godelieve Schrama heeft CD's opgenomen met zowel originele composities voor harp als voor harp gearrangeerdewerken zoals klavecimbel-composities van Scarlatti, Haydn en Soler. Ook nam ze werken op die speciaal voor haar werden gecomponeerd van o.a. Willem Jeths, Roel van Oosten en Sidika Özdil.

### Overzicht CD's
- 1990 Plenum, werken van Daan Manneke door o.a. Cappella Breda, Vocaal Ensemble Coqu, Vocaal Ensemble Quink, Godelieve Schrama e.a. label Erasmus WVH 020
- 1995 Masterworks from the harp repertoire, label Canal Grande CG 9530 (beluister CD)
- 1997 Sonatas, Domenico Scarlatti (arrangementen voor harp van klavecimbelwerken), label Vanguard 99147

- 2001 Harp Concertos from the Netherlands, werken van Roel van Oosten, Willem Jeths, Theo Verbey en Jan Rokus van Roosendael, uitgevoerd door Godelieve Schrama en het Radio Kamer Orkest o.l.v. Micha Hamel, label NM 92077 (beluister CD)
- 2002 Haydn, Harp Concerti, met het Nederlands Kamerorkest o.l.v. Anthony Halstead, label NWC – 206241 (beluister CD)
- 2005 Ginastera & Montsalvatge, Harp concerti, met het Radio Kamer Orkest o.l.v. Gérard Korsten, label NWC 411087
- 2010 Selected sonatas for harp, Antonio Soler (arrangementen voor harp van klavierwerken), label MDG 903 1627-6
- 2014 Music for harp & organ, met Tomasz Adam Nowak, orgel, label Musicom CD 010322 (geluidsvoorbeeld)
- 2020 Works for viola & harp, met Peijun Xu, altviool, label Profil PH19069